# 7 Dies
7 Dies és una revista de classificats en català publicada a Andorra, de distribució gratuïta a les llars. Té una periodicitat setmanal. L'edita Premsa Andorrana, la mateixa empresa que edita també el Diari d'Andorra. El seu tiratge és de més de 30.000 exemplars. El primer número va sortir al carrer el 2 de desembre del 1994. Conté bàsicament publicitat, i destaca principalment per la seva secció de classificats. També inclou petites seccions d'informació d'actualitat, així com la programació televisiva de la setmana. La primera directora fou la periodista andorrana Rosa Mari Sorribes. Actualment n'és director Ignasi de Planell.